# 天主教梅塞德斯教區
天主教梅塞德斯教區（拉丁語：Dioecesis Mercedaniana）是烏拉圭一個羅馬天主教教區，屬蒙得維的亞總教區。
教區成立於1961年12月17日，包括索里亞諾省和科洛尼亞省。2004年有教友170,000人（佔轄區總人81.0%）、十六個堂區、廿三名司鐸。現任教區主教為嘉祿·科拉齊·伊拉薩瓦爾。